# Capitalisme cognitiu
El capitalisme cognitiu són aquelles pràctiques econòmiques sobre la producció del coneixement, emmarcades dins del capitalisme global de finals del segle XX i principis del XXI. Afecten bàsicament a la gestió de tots els béns immaterials, sabent que «el treball immaterial no és solament font de productivitat, sinó també en si mateix treball productiu».

## Desenvolupament
La temporalitat del capitalisme industrial de finals del segle xix i principis del segle XX la marcava la producció fordista, el motor de combustió del transport individual o la difusió mundial de rellotges de butxaca. La temporalitat del capitalisme del segle XXI la defineix la globalització dels mercats, la tecnologia mòbil connectada a la xarxa i la transformació de les mercaderies en dades d'abast mundial. L'acceleració dels esdeveniments del segle XX està vinculada amb la cultura de les màquines, indissociable de la vida urbana, però en el segle XXI aquesta acceleració és part del projecte del capitalisme cognitiu, inseparable de la cultura digital i d'internet com a lloc de producció dels intercanvis i els afectes.
El capitalisme cognitiu es sustenta en el control de l'individu mitjançant el sotmetiment intel·lectual i cognitiu, com per exemple el sistema de reformes de l'educació superior. També amb l'evolució de la propietat intel·lectual que ha estat afavorida per l'arquitectura jurídica envers models cada cop més restrictius i privatius del coneixement.
Molts dels estudiosos del capitalisme cognitiu han entès que la financerització de l'economia és el procés principal mitjançant el qual s'amplia la base de l'acumulació capitalista. El capitalisme cognitiu es caracteritzaria per assumir les tècniques dels mercats financers i aplicar-les a l'explotació del coneixement i de la producció social, i on la producció de coneixement i de béns materials de tot tipus participen en l'acumulació de capital.
Per comprendre millor les tesis del capitalisme cognitiu són premonitòries les idees del pensador Michel Foucault, quan va definir les formes del biopoder, una política orientada al control de l'individu en la seua totalitat, de manera que la disciplina se l'autoimposin els mateixos subjectes.